# توریکو
توریکو (به ایتالیایی: Turriaco) یک سکونتگاه مسکونی در ایتالیا است که در استان گوریتزیا واقع شده‌است.

## خصوصیات
توریکو ۵ کیلومترمربع مساحت و ۲٬۴۳۷ نفر جمعیت دارد و ۱۲ متر بالاتر از سطح دریا واقع شده‌است.